# Kindermarketing

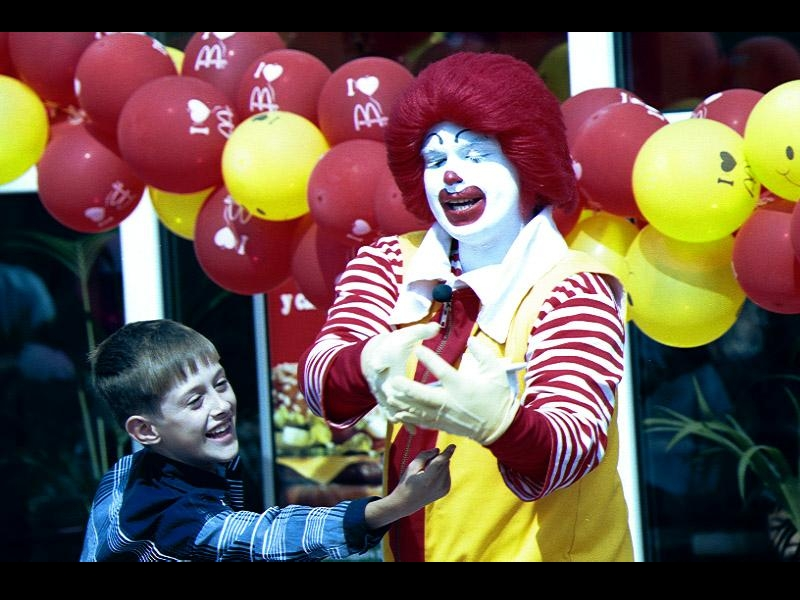
Werbefigur „Ronald McDonald“ von McDonald’s

Kindermarketing (auch Kinderwerbung) bezeichnet alle Maßnahmen aus dem Marketing-Mix, die spezifisch Kinder ansprechen sollen.
Das Kindermarketing zielt in der Regel darauf ab, Kinder derart zu beeinflussen, dass diese Kaufentscheidungen selbst treffen oder Erwachsene, häufig deren Eltern, dazu bringen, bestimmte Kaufentscheidungen zu treffen. In einem weiteren Sinne wird jedoch auch die Einflussnahme auf ethisch-politische Einstellungen und Meinungen darunter verstanden.
Speziell die an Kinder gerichtete Werbung ist stark umstritten, wie Beispiele von Coop, Ferrero oder H&M zeigen. Besonders im Fokus der Kritik steht das Marketing an Schulen.
Insbesondere aus ethischen Gründen fordern Politiker daher auch eine gesetzliche Einschränkung von Kinderwerbung so z. B. in der Schweiz oder in Deutschland.